# Skrobotuny
Skrobotuny (biał. Скрабатуны; ros. Скрабатуны) – chutor na Białorusi, w obwodzie witebskim, w rejonie głębockim, w sielsowiecie Psuja, nad Jeziorem Suponiec.

## Historia
W czasach zaborów wieś rządowa w powiecie dzisieńskim, w guberni wileńskiej Imperium Rosyjskiego.
W latach 1921–1945 wieś leżała w Polsce, w województwie wileńskim, w powiecie dziśnieńskim, w gminie Prozoroki.
Według Powszechnego Spisu Ludności z 1921 roku zamieszkiwały tu 121 osób, 87 było wyznania rzymskokatolickiego, 33 prawosławnego a 1 ewangelickiego. Jednocześnie 78 mieszkańców zadeklarowało polską, 42 białoruską a 1 niemiecką przynależność narodową. Było tu 17 budynków mieszkalnych. W 1931 w 18 domach zamieszkiwało 85 osób.
Wierni należeli do parafii rzymskokatolickiej w Prozorokach i prawosławnej w Psuji. Miejscowość podlegała pod Sąd Grodzki w Głębokiem i Okręgowy w Wilnie; właściwy urząd pocztowy mieścił się w Prozorokach.
Położone były w pobliżu granicy ze Związkiem Sowieckim.
W wyniku napaści ZSRR na Polskę we wrześniu 1939 miejscowość znalazła się pod okupacją sowiecką. 2 listopada została włączona do Białoruskiej SRR. Od czerwca 1941 roku pod okupacją niemiecką. W 1944 miejscowość została ponownie zajęta przez wojska sowieckie i włączona do Białoruskiej SRR.
Od 1991 w składzie niepodległej Białorusi.